# 德尼斯特羅韋齊
47°22′51″N 29°27′58″E / 47.38083°N 29.46611°E
德尼斯特羅韋齊（烏克蘭語：Дністровець）是位於烏克蘭西南部的村莊，由敖德萨州波季利斯克区的奧克尼市鎮負責管轄。該村始建於1840年，面積0.47平方公里，海拔高度180米，2001年人口109，人口密度每平方公里231.91人。